# Justin Booty
Justin Booty (* 2. Juni 1976 in Colchester) ist ein ehemaliger englischer Fußballspieler.

## Karriere
Booty war im Rahmen eines Youth Training Schemes ab 1992 im Nachwuchsbereich von Colchester United aktiv. Booty war zu Jugendzeiten ein körperlich kräftiger Stürmer, der sich mit seiner überlegen Physis durchzusetzen wusste, so erzielte er 1992 in einem Jugendspiel sechs Treffer, bis 2012 war er damit neben Macauley Bonne (2012), Julian Dart (1992) und Dick Cullum (1947) einer von nur vier Colchester-Jugendspielern, denen dieses Kunststück gelang. Booty kam im Januar 1994 unter Trainer Roy McDonough zu zwei Einsätzen in der ersten Mannschaft des Klubs. Zunächst stand er in der Startelf im Achtelfinale um die Football League Trophy gegen die Wycombe Wanderers (Endstand 0:1), vier Tage später folgte per Einwechslung in einem Viertligaspiel gegen Hereford United (1:0) sein zweiter und letzter Auftritt.
Am Saisonende erhielt Booty keinen Profivertrag angeboten und spielte in den folgenden Jahren im Non-League football von Essex, zunächst kurzzeitig bei Wivenhoe Town (Isthmian League), anschließend bei Braintree Town (Southern League), bevor er im Oktober 1995 zu Wivenhoe zurückkehrte und in der Saison 1995/96 mit 19 Saisontoren bester Angreifer des Teams war. Er spielte noch mindestens bis 1998 bei Wivenhoe, in der Folge soll er noch bei Brightlingsea und im Sunday football von Cumbria aktiv gewesen sein.